# البطولات الوطنية الأمريكية 1937 (كرة مضرب)
قائمة بالأبطال في 1937 البطولات الوطنية الأمريكية لكرة المضرب (المعروفة الآن باسم أمريكا المفتوحة):

## الكبار

### فردي رجال
جون بدج هزم  غوتفرايد فو كرام 6-1 7-9 6-1 3-6 6-1

### فردي سيدات
آناتيا لايزانا هزم  جادويغا جيدرزإيجويسكا 6-4, 6-2